# Twierdza 2
Twierdza 2 (ang. Stronghold 2) – strategiczna gra czasu rzeczywistego stworzona przez FireFly Studios i wydana przez Take-Two Interactive w 2005 roku. Gra jest kontynuacją Twierdzy z 2001 roku.

## Opis gry
Zmiany w stosunku do pierwszej części:
- poprawiona grafika oparta na trójwymiarowym silniku graficznym (widok z lotu ptaka),
- nowy silnik umożliwił zwiększenie rozmachu bitew i oblężeń twierdz,
- wzbogacona opcja toczenia wielkich potyczek: sforsowanie murów obronnych niemożliwe jest dla jednostek nie wyposażonych w machiny oblężnicze, wieże, czy choćby zwykłe drabiny. Oddziały gracza mogą poruszać się w kilku typowych dla tamtego okresu formacjach, np. kawaleria ustawiona w kształcie litery V, piechota zaś w typowej linii,
- 24 rodzaje jednostek,
- ok. 140 budynków i konstrukcji wszelakiego przeznaczenia oraz około 20 różnych łańcuchów produkcyjnych prowadzących do wytworzenia z podstawowych surowców różnych niezbędnych rzeczy,
- całkiem nowy element – utrzymanie twierdzy w stanie czystości.

## Twierdza 2 Deluxe
Twierdza 2 Deluxe jest rozszerzoną wersją gry Twierdza 2. Oferuje nowy tryb gry, w którym dostępne są różne rodzaje oblężenia. Dodatkowo poprawiono niektóre błędy. Nabywcy wersji Deluxe otrzymują poprawioną wersję v1.3.1.

## Gra wieloosobowa
Od 2014 roku gra wieloosobowa nie jest wspierana przez serwis GameSpy. Gracze mogą wykorzystać serwis zewnętrzny do gry wieloosobowej, na przykład GameRanger.